# 帝瓦伊·撒耘
帝瓦伊·撒耘（撒奇萊雅語：Tiway Sayion，1931年10月13日—2003年9月24日），日本名木原武一，漢名李來旺，臺灣花蓮縣壽豐鄉水璉村撒奇萊雅族人，小學校長，晚年時努力復興撒奇萊雅族。

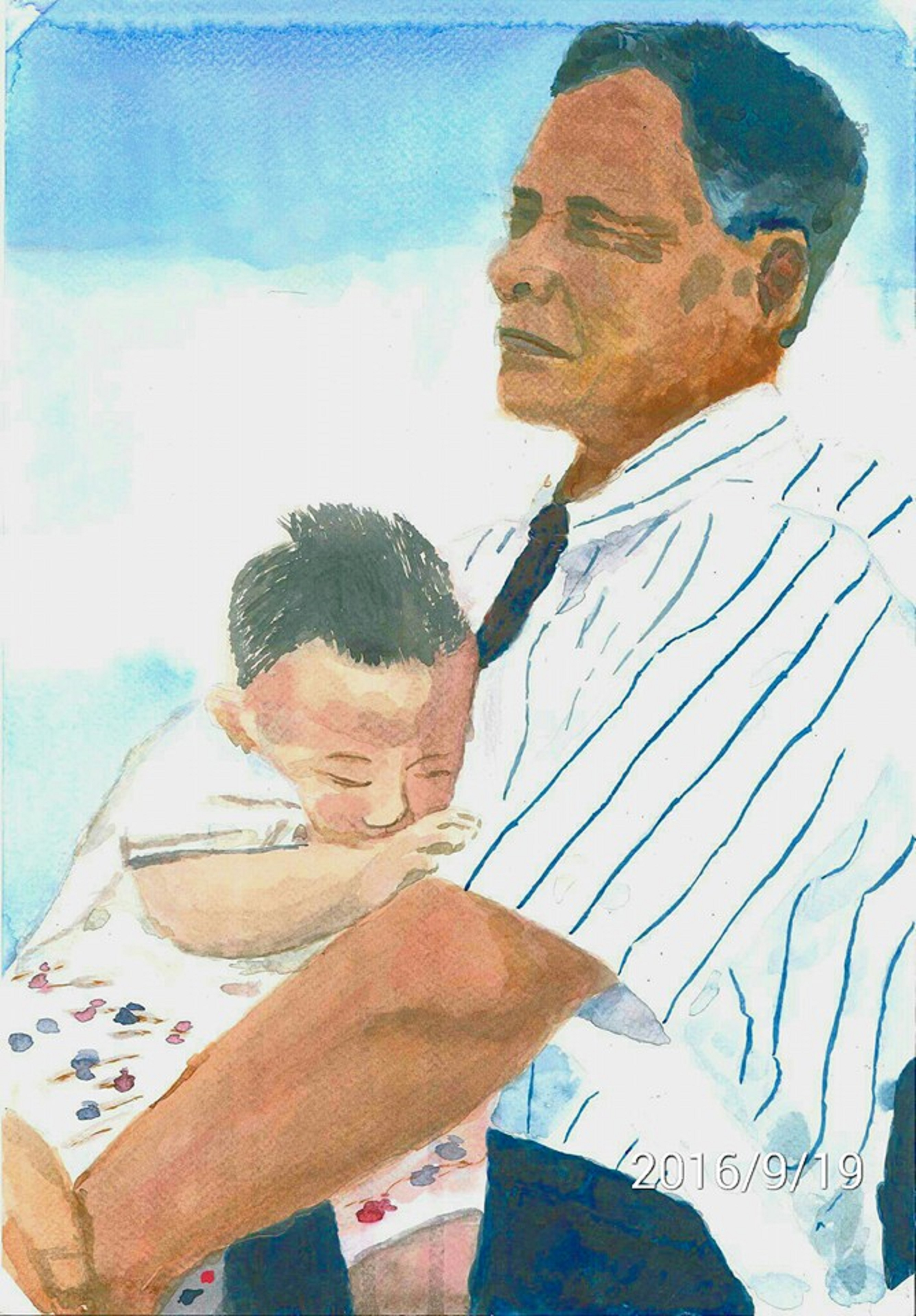
帝瓦伊撒耘及耕莘撒耘

## 生平
臺灣清治時期發生加禮宛事件，撒奇萊雅族展開逃亡，帝瓦伊·撒耘的祖父時逃難至水輦（今水璉村），成為水璉部落首任大頭目。臺灣日治時期，日本政府曾對台灣居民進行民族分類，因撒奇萊雅族人因受加禮宛事件影響，寧願隱姓埋名，遂被歸併於阿美族。
帝瓦伊·撒耘出生於水璉尾（今水璉村），母親是阿美族。九歲時，入水璉尾番人公學校（今水璉國小）就讀，為日本在台的最後一屆畢業生。十二歲年，日本老師替他取日本名，兩年後國民政府接收台灣改為漢名。他憑著僅知的少許臺語和日文教育中的漢字底子，辨識著由年邁廟公教導的台灣國語，總算一年後考取臺灣省立花蓮師範學校（今國立東華大學）簡易科。畢業後，在山地鄉任教，並在二十七歲時回到母校水璉國小擔任校長。一直到退休，他任職過九個學校，其中六所擔任校長。當時台灣社會歧視原住民的心態仍然普遍，與當年花蓮師範的同學相較，他任教範圍只能侷限在生活艱苦的山地小學，沒有在平地任教過。1994年，他將北富國小申請改名為以太巴塱部落命名的太巴塱國小，而獲准通過。在太巴塱國小校長任內，之前從未學過羅馬拼音他，編出國內第一套阿美族語語言教材。在退休前一年，他正式更名為「帝瓦伊‧撒耘」，「帝瓦伊」為祖父之名，意為「老樹」；而「撒耘」為祖母之名，意為「引路」。由於阿美族是母系社會，遂無姓氏觀念，為配合漢人習俗，他和孩子商量後，決定將祖母的名字訂為姓氏，讓子孫沿用。
1997年，威京總部集團擬設立的火力發電廠選定水璉牛山為廠址，剛從太巴塱國小退休的帝瓦伊·撒耘為護衛家鄉與阿美族傳統海祭場反對此案，旋即獲得族人、台灣環境保護聯盟、荒野保護協會與幾位學者的支持，在1998年將該案阻擋下來。他說：「每年六月要去哪裡祭拜海神？不能祭拜，阿美文化就斷層了。」
帝瓦伊·撒耘每回參與各類會議或研討會，會提早到場，靜於一旁閱讀資料與作筆記以備意見表達，曾與一批學者專家研擬《原住民族教育法》草案。自校長職務退休之後，他除了在慈濟大學兼課外，亦擔任「花蓮縣原住民健康暨文化研究會」會長，向政府爭取原住民福祉與宣講原住民文化。他多年來蒐集撒奇萊雅族的語言及史料，出有《牽源：東部海岸風景特定區阿美族民俗風情》（與吳明義、黃東秋合著）、《泰雅原始文化研究》、《阿美族神話故事》、《阿美族的諺語》等台灣原住民文化習俗、傳說故事的書籍。1999年，他被《天下雜誌》評為臺灣400年來最具影響力人物之一；又於2000年接受英国广播公司《臺灣紀行》專訪，並獲得行政院第四屆原住民社會發展有功人士獎。
一百多年來，撒奇萊雅族一直以阿美族自居，甚至有些後裔已不知自身為撒奇萊雅族，直到臺灣原住民族正名運動開始後，撒奇萊雅族人才在帝瓦伊·撒耘的推動下尋找先人的歷史、重建自己的文化。2002年，噶瑪蘭族在偕萬來等人努力下正名。
2003年夏，帝瓦伊·撒耘在花蓮縣長補選時幫謝深山站台，並以「母親的眼淚」為題發表演說，引發心肌梗塞，住院昏迷。2003年7月26日，親民黨主席宋楚瑜前往探病，跟家屬抱頭痛哭。

## 身後
2007年初，帝瓦伊·撒耘的家人將其所餘的存款，以及社會捐助款，成立了財團法人花蓮縣帝瓦伊撒耘文化藝術基金會，以復振撒奇萊雅族文化語言，並協助學生為宗旨。
帝瓦伊·撒耘的過世刺激了族人決心重建自己的文化；終於在2007年1月17日，行政院宣布撒奇萊雅族為臺灣原住民第十三族。2010年，記錄撒奇萊雅族歷史的紀錄片《火中的太陽》在慈濟大學人文學院舉行試片會，共分五集，而第三集就是講述帝瓦伊·撒耘的故事。
長子督固·撒耘為傳承族語，自2015年起，帶領團隊致力於將撒奇萊雅語於維基百科上線，2019年11月22日讓撒奇萊雅語維基百科上線。